# 遂川江
遂川江，是中国长江流域的一条河流，汇入赣江右岸，属于赣江水系。河长162千米，流域面积2806平方千米，多年平均流量84立方米每秒。自然落差1417米。水能理论蕴藏量11万千瓦。